# Hội chứng bóp nghẹt trước tim
Hội chứng bóp nghẹt trước tim (precordial catch syndrome: PCS) là một tình trạng sức khỏe không nghiêm trọng với những cơn đau nhói ở ngực. Thường trở nên tồi tệ hơn khi hít vào và xảy ra trong một khu vực nhỏ. Những cơn đau thường kéo dài ít hơn một vài phút. Thông thường khởi phát lúc nghỉ ngơi và không kèm theo các triệu chứng khác. Mối quan tâm về tình trạng này có thể dẫn đến lo lắng.
Nguyên nhân chính không rõ ràng. Một số người tin rằng cơn đau có thể đến từ thành ngực hoặc do kích thích dây thần kinh liên sườn. Các yếu tố nguy cơ bao gồm căng thẳng tâm lý. Cơn đau không phải đến từ tim. Chẩn đoán chủ yếu dựa trên các triệu chứng. Những tình trạng khác có thể xuất hiện các triệu chứng tương tự như đau thắt ngực, viêm màng ngoài tim, viêm màng phổi và chấn thương ngực.
Điều trị thường thông qua việc trấn an, bởi vì cơn đau thường tự khỏi mà không cần phải điều trị đặc hiệu. Tiên lượng là tốt. Hội chứng bóp nghẹt trước tim tương đối phổ biến, và đối tượng trẻ em trong độ tuổi từ 6 đến 12 bị ảnh hưởng phổ biến nhất. Cả nam giới và nữ giới đều bị ảnh hưởng như nhau. Ít phổ biến hơn ở người lớn. Hội chứng này được mô tả lần đầu tiên vào năm 1955.